# Henri Elendé
Henri Elendé, född 13 november 1941, död 23 juni 2022, var en friidrottare från Kongo-Brazzaville. Han deltog vid olympiska sommarspelen 1964.